# Grand Prix d'été de combiné nordique 2000
Navigation
1999 2001
L'édition 2000 du Grand Prix d'été de combiné nordique s'est déroulée du 26 août au 3 septembre 2000, en 4 épreuves disputées sur quatre sites différents. Elle a été remportée par l'Autrichien Felix Gottwald.
Les épreuves ont commencé en Allemagne, à Klingenthal, et se sont poursuivies, pour la deuxième épreuve, à Oberhof et Steinbach-Hallenberg. La troisième épreuve a eu lieu en Autriche, à Stams, et la quatrième à nouveau en Allemagne, à Berchtesgaden. Le 30 août, la victoire de Samppa Lajunen fur la première victoire finlandaise de l'histoire de la compétition.
| \| Klingenthal Oberhof Stams Berchtesgaden \| Les quatre sites de compétition |
| Klingenthal Oberhof Stams Berchtesgaden                                       |

## Calendrier
| Date                              | Type d'épreuve                  | Nombre de partants | Nombre de nations représentées | Vainqueur      | Deuxième          | Troisième      | Leader du Grand Prix |
| 1. Klingenthal                    |                                 |                    |                                |                |                   |                |                      |
| 26 août 2000                      | Épreuve individuelle K90/15 km  | 77                 | 10                             | Felix Gottwald | Matthias Looß     | Jari Mantila   | Felix Gottwald       |
| 2. Oberhof / Steinbach-Hallenberg |                                 |                    |                                |                |                   |                |                      |
| 30 août 2000                      | Épreuve individuelle K90/15 km  | 63                 | 9                              | Samppa Lajunen | Jari Mantila      | Georg Hettich  |                      |
| 3. Stams                          |                                 |                    |                                |                |                   |                |                      |
| 2 septembre 2000                  | Épreuve individuelle K120/10 km | 79                 | 11                             | Marko Baacke   | Sebastian Haseney | Felix Gottwald |                      |
| 4. Berchtesgaden                  |                                 |                    |                                |                |                   |                |                      |
| 3 septembre 2000                  | Épreuve individuelle K120/15 km | 79                 | 11                             | Felix Gottwald | Michael Gruber    | Jan Matura     | Felix Gottwald       |

## Classement
| Rang | Athlète           | Points |
| ---- | ----------------- | ------ |
| 1.   | Felix Gottwald    | 485    |
| 2.   | Samppa Lajunen    | 352    |
| 3.   | Georg Hettich     | 335    |
| 4.   | Jari Mantila      | 290    |
| 4.   | Christoph Bieler  | 275    |
| 6.   | Marko Baacke      | 248    |
| 6.   | Sebastian Haseney | 248    |
| 8.   | Matthias Looß     | 247    |
| 9.   | Ladislav Rygl     | 239    |
| 10.  | Ivan Rieder       | 198    |